# El corsari Roig
El corsari Roig (títol original: Swashbuckler) és una pel·lícula dels Estats Units dirigida per James Goldstone i estrenada el 1976. Ha estat doblada al català.

## Argument
La història que té lloc a Jamaica el 1718 quan una banda de pirates, dirigida pel capità "Red" Ned Lynch, s'oposa a un àvid senyor feudal, el malèfic Lord Durant. Aquest últim tira als seus calabossos el responsable del tribunal de justícia i expulsa, robant-li els seus béns, la seva dona i la seva filla Jane Barnet.
Després de moltes voltes, el capità "Red" Lynch s'enamora de Jane Barnet que el convenç d'atacar la fortalesa de Lord Durant, recuperar el seu tresor i alliberar el seu pare.
La pel·lícula ha estat rodada a Mèxic i en el galió Golden Hind, una rèplica de la Golden Hind comandada pel capità Francis Drake de 1577.

## Repartiment
- Robert Shaw: capità "Red" Ned Lynch
- James Earl Jones: Nick Debrett
- Peter Boyle: Lord Durant
- Geneviève Bujold: Jane Barnet
- Beau Bridges: major Folly
- Geoffrey Holder: Cudjo Quadrill
- Avery Schreiber: Polonski
- Tom Clancy: Mr. Moonbeam
- Anjelica Huston: dona de cara ombrívola
- Bernard Behrens: Sir James Barnet
- Dorothy Tristan: Alice
- Mark Baker: jugador de luth
- Kip Niven: Willard Culverwell
- Tom Fitzsimmons: Caporal
- Louisa Horton: Lady Barnet
- Sid Haig: pirata
- Robert Ruth: pirata barbut
- Bob Morgan: Pirata
- Jon Cedar: Capità pirata
- Diana Chesney: Landlady
- Manuel DePina: servidor de Barnet
- Alfie Wise: Mariner
- Harry Basch: el venedor de bananes

## Cita
- Lynch: « No sóc un gentleman; sóc un irlandès! »
- Nick: « Un pirata enamorat ?... Com un peix fora de l'aigua: els dos són allà on no haurien d'estar, però només el peix és prou intel·ligent per saber-ho. »